# Petr Janda (Fußballspieler)
Petr Janda (* 5. Januar 1987 in Čáslav) ist ein tschechischer Fußballspieler.

## Vereinskarriere
Petr Janda spielte in seiner Jugend für Zenit Čáslav, Slovan Liberec und erneut Zenit Čáslav. 2004 wurde der Offensivspieler von Slavia Prag verpflichtet und schaffte schon ein Jahr später den Sprung in die erste Mannschaft. Zunächst im offensiven Mittelfeld eingesetzt, wurde aus Janda später ein Stürmer.
Am 18. September 2005 gab Petr Janda sein Debüt in der Gambrinus-Liga, sein erstes Tor in der ersten tschechischen Liga schoss er am 26. April 2006, seine Mannschaft verlor 1:3 gegen Slovan Liberec. In der Saison 2006/07 kam der Angreifer auf 19 Einsätze und traf zwei Mal in das gegnerische Tor. 2008 und 2009 wurde er mit Slavia Prag tschechischer Meister.
Im Januar 2012 wechselte er in die Türkei zu Medical Park Antalyaspor. Hier wurde er selten eingesetzt und wechselte zur Winterpause 2013/14 auf Leihbasis bis zum Saisonende zum Zweitligisten Denizlispor, um Spielpraxis zu sammeln.
Mit Antalyaspor stieg Janda im Sommer 2014 in die TFF 1. Lig ab. Hier beendete er mit seinem Verein die Saison 2014/15 Play-off-Sieger und erreichte den Wiederaufstieg in die Süper Lig. Nach diesem Erfolg verließ Janda den Klub und heuerte beim türkischen Zweitligisten Boluspor an. Im Dezember 2015 verließ er Boluspor vorzeitig.

## Nationalmannschaft
Petr Janda spielte bisher für die tschechische U-19, U-20, U-21 und Profiauswahl. Mit der U-20-Nationalmannschaft nahm er an der Junioren-Fußballweltmeisterschaft 2007 in Kanada teil.

## Erfolge
Mit Antalyaspor
- Play-off-Sieger der TFF 1. Lig und Aufstieg in die Süper Lig: 2014/15.